# Olga Zabelinskaïa
Olga Sergueïevna Zabelinskaïa (en russe : Ольга Сергеевна Забелинская), née le 10 mai 1980 à Léningrad, est une coureuse cycliste ouzbèke, d'origine russe. Championne du monde sur route juniors en 1997, puis championne d'Europe du contre-la-montre espoirs en 2002, elle a remporté le Tour de Thuringe en 2010. Elle compte également à son palmarès trois médailles olympiques.

## Biographie
Olga Zabelinskaïa est la fille du coureur soviétique Sergueï Soukhoroutchenkov, champion olympique en 1980. Ses parents se sont rapidement séparés et elle rencontre son père pour la première fois à 16 ans. Elle a trois enfants.
En 1997, elle devient chez les juniors (moins de 19 ans) championne du monde sur route  et de la  course aux points. Cinq ans plus tard, elle remporte le titre de championne d'Europe du contre-la-montre espoirs (moins de 23 ans).
Elle manque les Jeux olympiques d'été de 2004 en raison d'une grossesse. En 2006, elle quitte le cyclisme de compétition, mais fait son retour en 2009.
Depuis août 2012, elle passe les hivers à Chypre, où elle s'entraîne et les étés à Saint-Pétersbourg.
Elle se qualifie pour les Jeux olympiques d'été de 2012 à Londres, où elle gagne deux médailles de bronze dans la course en ligne et en contre-la-montre,. Elle est la première cycliste féminine russe à remporter deux médailles olympiques dans les épreuves sur route.
En juillet 2014, elle est contrôlée positif à l'octopamine lors d'une course internationale au printemps. En février 2016, elle accepte une suspension de 18 mois, qu'elle a déjà purgé et qui a expiré en septembre 2015.
Sur la deuxième étape du Tour de Thuringe 2016, il faut attendre le premier prix de monts, pour qu'Annemiek van Vleuten, Chantal Blaak, Elisa Longo Borghini et Ashleigh Moolman ne parviennent à creuser provisoirement un écart avec le peloton. Elles sont rejointes par Olga Zabelinskaïa, Amanda Spratt, Emilia Fahlin, Ellen van Dijk et Emma Johansson. Ce groupe étant trop dangereux, la poursuite s'organise rapidement et reprend les fuyardes. Ce n'est qu'à deux kilomètres de l'arrivée qu'Olga Zabelinskaïa ne trouve la brèche et ne s'impose en solitaire. Elle s'empare du maillot jaune,. Elle perd au soir du contre-la-montre quatrième étape au profit d'Ellen van Dijk. Elle termine l'épreuve à la septième place. Sélectionnée pour disputer la course en ligne et le contre-la-montre aux Jeux olympiques de Rio, elle est dans un premier temps interdite de départ en raison de son contrôle positif en 2014,, mais participe finalement aux épreuves. Elle obtient la médaille d'argent sur le contre-la-montre, seulement battue par Kristin Armstrong.
En août 2018, elle annonce son intention de changer de nationalité et de porter désormais les couleurs de l'Ouzbékistan en raison des risques d'une nouvelle suspension de la Russie aux Jeux olympiques de Tokyo en 2020. En fin du mois, l'UCI lui donne l'autorisation de courir pour son nouveau pays, mais elle n'obtient pas de pouvoir participer aux Jeux Asiatiques 2018 en Indonésie.
En janvier 2019, elle participe aux championnats d'Asie sur piste à Jakarta, où elle remporte quatre médailles, dont une en or sur la course aux points. En juin 2023, elle devient à 43 ans championne d'Asie du contre-la-montre et décroche deux autres médailles aux championnats d'Asie sur piste.

## Palmarès sur route

### Par année
- 1997
  -  Championne du monde du contre-la-montre juniors
- 1998
  -  Médaillée d'argent du championnat du monde sur route juniors
  -  Médaillée d'argent du championnat du monde du contre-la-montre juniors
  - 10e du championnat d'Europe du contre-la-montre espoirs
- 1999
  - 9e du championnat d'Europe du contre-la-montre espoirs
- 2000
  - 2e du Tour balte
  - 5e du championnat d'Europe du contre-la-montre espoirs
- 2001
  - 1re, 2e et 5e étapes du Tour balte
  - 2e étape du Trophée d'or
  - 2e du Tour balte
  -  Médaillée de bronze du championnat d'Europe du contre-la-montre espoirs
  - 3e du Chrono champenois
- 2002
  -  Championne d'Europe du contre-la-montre espoirs
  - 2e du Rund Um die Rigi - Gersau
- 2003
  - 1re et 9e étapes de la Grande Boucle Féminine Internationale
  - 3e du Holland Ladies Tour
  - 5e du championnat du monde sur route
- 2006
  - 7eb étape du Tour de l'Aude cycliste féminin
- 2010
  - Tour de Thuringe féminin
  - 2e du championnat de Russie du contre-la-montre
  - 3e du Chrono champenois
  - 3e de la Route de France féminine
  - 9e du Grand Prix de Plouay
  - 10e du Trofeo Alfredo Binda-Comune di Cittiglio
- 2011
  - 2e du championnat de Russie du contre-la-montre
  - 3e du Chrono des Nations
  - 6e du contre-la-montre par équipes de l'Open de Suède Vårgårda
- 2012
  -  Championne de Russie du contre-la-montre
  - 2e du Celtic Chrono
  - 2e du Tour du Trentin international féminin
  -  Médaillée de bronze de la course en ligne des Jeux olympiques
  -  Médaillée de bronze du contre-la-montre des Jeux olympiques
  - 3e du Chrono champenois
- 2013
  - 7e du championnat du monde du contre-la-montre
- 2014
  - Tour du Costa Rica :
    - Classement général
    - 2e étape (contre-la-montre)

- 2016
  - 2e étape du Tour de Thuringe
  -  Médaillée d'argent du contre-la-montre des Jeux olympiques
  - 2e du Tour de l'île de Zhoushan
  - 2e du Chrono champenois
  - 2e du Ljubljana-Domzale-Ljubljana TT
  -  Médaillée de bronze du championnat d'Europe du contre-la-montre
  - 4e du championnat du monde du contre-la-montre
  - 7e du contre-la-montre par équipes de l'Open de Suède Vårgårda
- 2017
  -  Médaillée de bronze du championnat d'Europe sur route
  - 8e du championnat d'Europe du contre-la-montre
  - 8e de Liège-Bastogne-Liège
- 2018
  -  Championne de Russie du contre-la-montre
  - Tour of Eftalia Hotels and Velo Alanya :
    - Classement général
    - 1re (prologue) et 2e étapes

  - Tour de Thaïlande :
    - Classement général
    - 1rea étape (contre-la-montre par équipes)

  - 3e étape de la Gracia Orlová
  - Ljubljana-Domzale-Ljubljana TT
  - Chrono des Nations-Les Herbiers-Vendée
  - 2e de la Gracia Orlová
  - 2e du Chrono champenois
  - 7e de l'Emakumeen Euskal Bira
- 2019
  -  Championne d'Asie sur route
  -  Championne d'Asie du contre-la-montre
  -  Championne d'Ouzbékistan sur route
  -  Championne d'Ouzbékistan du contre-la-montre
  - Aphrodite Cycling Race (contre-la-montre)
  - Aphrodite Cycling Race (course en ligne)
  - 2e de Ljubljana-Domzale-Ljubljana TT
  - 2e du Chrono Kristin Armstrong
- 2021
  - Germenica Grand Prix
  - Grand Prix Kayseri
  -  Médaillée d'or du contre-la-montre aux Jeux de la solidarité islamique
  -  Médaillée d'or sur route aux Jeux de la solidarité islamique
  - 2e du Grand Prix Gündoğmuş
  - 9e de la course en ligne des Jeux olympiques
- 2023
  -  Championne d'Asie du contre-la-montre
  -  Médaillée d'or du contre-la-montre aux Jeux asiatiques
  - Grand Prix Kaisareia
  -  Médaillée d'argent du championnat d'Asie du contre-la-montre par équipes mixtes
  - 2e de l'Aphrodite Cycling Race (contre-la-montre)
  - 3e du Princess Anna Vasa Tour
- 2024
  -  Championne d'Asie du contre-la-montre
  -  Médaillée d'argent du championnat d'Asie du contre-la-montre par équipes mixtes

### Résultats sur les grands tours

#### Tour d'Italie
8 participations
- 2001 : 9e
- 2010 : 10e
- 2011 : 14e
- 2012 : abandon (5e étape)
- 2017 : 43e
- 2020 : abandon (8e étape)
- 2022 : abandon (6e étape)
- 2024 : abandon (7e étape)

#### Tour de France
1 participation
- 2022 : 97e

### Classements mondiaux
| Année                                 | 2010 | 2011 | 2012 | 2013 | 2014 | 2015 | 2016 | 2017 | 2018 | 2019 | 2020 | 2021 | 2022  | 2023 | 2024 |
| ------------------------------------- | ---- | ---- | ---- | ---- | ---- | ---- | ---- | ---- | ---- | ---- | ---- | ---- | ----- | ---- | ---- |
| Classement UCI                        | 11e  | 44e  | 17e  | 72e  | 16e  | nc   | 27e  | 59e  | 27e  | 28e  | nc   | 85e  | 1050e | 54e  | 396e |
| UCI World Tour                        |      |      |      |      |      |      | 66e  | 61e  | 67e  | 100e | nc   | 128e | nc    | 116e | 356e |
|                                       |      |      |      |      |      |      |      |      |      |      |      |      |       |      |      |
| Légende : nc = non classéSource : UCI |      |      |      |      |      |      |      |      |      |      |      |      |       |      |      |

## Palmarès sur piste

### Championnats du monde
- 1997
  -  Championne du monde de course aux points juniors
- 1998
  -  Médaillée d'argent du championnat du monde de la course aux points juniors
- Apeldoorn 2018
  - 5e de l'américaine[17]
  - 11e de la poursuite par équipes[18]

### Coupe du monde
- 2017-2018
  - 3e de l'américaine à Minsk
- 2019-2020
  - 2e du scratch à Cambridge
  - 2e de l'omnium à Glasgow

### Championnats d'Asie
- Jakarta 2019
  -  Championne d'Asie de course aux points
  -  Médaillée d'argent de la poursuite individuelle
  -  Médaillée de bronze de l'américaine
  -  Médaillée de bronze de l'omnium
- Jincheon 2020
  -  Championne d'Asie de course aux points
- Nilai 2023
  -  Médaillée d'argent de la course aux points
  -  Médaillée de bronze de l'américaine
- New Delhi 2024
  -  Médaillée d'argent de l'américaine

### Jeux de la solidarité islamique
- Konya 2021
  -  Médaillée d'or de la course aux points

### Championnats nationaux
- 2017
  -  Championne de Russie de course aux points
- 2021
  -  Championne d'Ouzbékistan de course aux points